# Junge Welt-Pokal 1985/86
Der Junge Welt-Pokal 1985/86 war die 38. Auflage des höchsten Fußball-Pokalwettbewerbs der Altersklasse 17/18 auf dem Gebiet der DDR, der vom DFV durchgeführt wurde. Er begann am 15. September 1985 mit der Hauptrunde und endete am 7. Juni 1986 mit der Pokalverteidigung der SG Dynamo Dresden, die im Finale gegen den 1. FC Lokomotive Leipzig gewann.

## Teilnehmende Mannschaften
Am Junge Welt-Pokal der Junioren für die Altersklasse (AK) 17/18 nahmen die Pokalsieger aus der Saison 1984/85 der 15 Bezirke auf dem Gebiet der DDR und die 16 Mannschaften der Juniorenoberliga aus der Saison 1984/85 und 1985/86 inklusive des Titelverteidigers teil. Spielberechtigt waren Spieler bis zum 18. Lebensjahr (Stichtag: 1. Juni 1967).
Für den Junge Welt-Pokal qualifizierten sich neben den Mannschaften der Juniorenoberliga, folgende fünfzehn Bezirkspokalsieger bzw. dessen Vertreter:
| Juniorenoberliga | Bezirkspokalvertreter | Bezirkspokalvertreter | Bezirkspokalvertreter |
| --- | --- | --- | --- |
| Saison 1984/85 - SG Dynamo Dresden (TV) - FC Carl Zeiss Jena - F.C. Hansa Rostock - 1. FC Lokomotive Leipzig - FC Karl-Marx-Stadt - 1. FC Magdeburg - Berliner FC Dynamo - FC Rot-Weiß Erfurt - FC Vorwärts Frankfurt/O. - BSG Stahl Riesa - BSG Wismut Aue - BSG Stahl Brandenburg - BSG Chemie Leipzig - BSG Motor Suhl Saison 1985/86 - 1. FC Union Berlin - BSG Sachsenring Zwickau (TV) – Titelverteidiger | - Bezirk Rostock BSG Motor Stralsund - Bezirk Schwerin BSG Hydraulik Parchim - Bezirk Neubrandenburg BSG Lok/Armaturen Prenzlau - Bezirk Potsdam BSG electronic Neuruppin - Ost-Berlin SG Hohenschönhausen | - Bezirk Frankfurt (Oder) BSG Stahl Eisenhüttenstadt - Bezirk Magdeburg BSG Einheit Burg - Bezirk Halle Hallescher FC Chemie - Bezirk Leipzig BSG Aktivist Espenhain - Bezirk Cottbus BSG Aktivist Schwarze Pumpe | - Bezirk Dresden BSG Robur Zittau - Bezirk Karl-Marx-Stadt Zwickau mittlerweile in der Juniorenoberliga - Bezirk Erfurt BSG Motor Gotha - Bezirk Gera BSG Wismut Gera - Bezirk Suhl BSG Kali Werra Tiefenort |

## Modus
Der Pokalwettbewerb wurde von der Hauptrunde bis zum Finale im K.-o.-System durchgeführt und jeweils nach möglichst territorialen Gesichtspunkten ausgelost. In den ersten zwei Runden hatten die unterklassigen Mannschaften Heimvorteil. Das Finale wurde auf neutralem Platz ausgetragen.

## Hauptrunde
| Datum                 |                             | Ergebnis              |                            |
| --------------------- | --------------------------- | --------------------- | -------------------------- |
| So 15.09., 13:00 Uhr  | BSG Aktivist Schwarze Pumpe | 0:3                   | 1. FC Lokomotive Leipzig   |
| So 15.09., 13:00 Uhr  | BSG Robur Zittau            | 0:2                   | BSG Stahl Riesa            |
| So 15.09., 13:00 Uhr  | BSG Stahl Eisenhüttenstadt  | 1:2 n. V.             | 1. FC Union Berlin         |
| So 15.09., 13:00 Uhr  | BSG Hydraulik Parchim       | 1:3 n. V.             | BSG Stahl Brandenburg      |
| Di .17.09., 17:00 Uhr | BSG Wismut Gera             | 0:2                   | FC Karl-Marx-Stadt         |
| So 15.09., 13:00 Uhr  | BSG Aktivist Espenhain      | 0:4                   | FC Carl Zeiss Jena         |
| So 15.09., 13:00 Uhr  | Hallescher FC Chemie        | 2:0                   | BSG Wismut Aue             |
| So 15.09., 13:00 Uhr  | SG Hohenschönhausen         | 0:7                   | FC Vorwärts Frankfurt/O.   |
| So 15.09., 13:00 Uhr  | BSG Einheit Burg            | 00:12                 | Berliner FC Dynamo         |
| So 15.09., 13:00 Uhr  | BSG Motor Gotha             | 2:0                   | BSG Motor Suhl             |
| So 15.09., 13:00 Uhr  | BSG Kali Werra Tiefenort    | 1:9                   | FC Rot-Weiß Erfurt         |
| So 15.09., 13:00 Uhr  | BSG Motor Stralsund         | 4:4 n. V. (4:5 i. E.) | BSG Lok/Armaturen Prenzlau |
| So 15.09., 13:00 Uhr  | BSG electronic Neuruppin    | 2:5                   | F.C. Hansa Rostock         |
| So 15.09., 13:00 Uhr  | BSG Chemie Leipzig          | 0:0 n. V. (5:4 i. E.) | BSG Sachsenring Zwickau    |

Durch ein Freilos zogen der 1. FC Magdeburg und die SG Dynamo Dresden direkt in das Achtelfinale ein.

## Achtelfinale
Die Auslosung wurde von den DFV-Präsidiumsmitgliedern Manfred Zapf und Wolfgang Spitzner am Rande des U-18-Junioren-Länderspiels DDR – Niederlande am Mittwoch, den 25. September 1985 in Grabow vorgenommen.
| Datum                |                            | Ergebnis              |                          |
| -------------------- | -------------------------- | --------------------- | ------------------------ |
| Sa 02.11., 13:30 Uhr | BSG Motor Gotha            | 1:3                   | FC Carl Zeiss Jena       |
| Sa 02.11., 13:30 Uhr | F.C. Hansa Rostock         | 2:0                   | 1. FC Union Berlin       |
| Sa 02.11., 11:30 Uhr | Hallescher FC Chemie       | 2:1                   | FC Rot-Weiß Erfurt       |
| Sa 02.11., 13:30 Uhr | BSG Chemie Leipzig         | 2:2 n. V. (5:4 i. E.) | Berliner FC Dynamo       |
| Sa 02.11., 13:30 Uhr | BSG Stahl Riesa            | 0:4                   | 1. FC Lokomotive Leipzig |
| Sa 02.11., 11:30 Uhr | BSG Lok/Armaturen Prenzlau | 0:6                   | 1. FC Magdeburg          |
| Sa 02.11., 11:00 Uhr | FC Karl-Marx-Stadt         | 0:1                   | SG Dynamo Dresden        |
| Sa 02.11., 13:30 Uhr | FC Vorwärts Frankfurt/O.   | 3:2                   | BSG Stahl Brandenburg    |

## Viertelfinale
| Datum                |                      | Ergebnis |                          |
| -------------------- | -------------------- | -------- | ------------------------ |
| Sa 12.04., 13:00 Uhr | SG Dynamo Dresden    | 1:0      | 1. FC Magdeburg          |
| Sa 12.04., 13:00 Uhr | F.C. Hansa Rostock   | 2:4      | FC Vorwärts Frankfurt/O. |
| Sa 12.04., 13:00 Uhr | FC Carl Zeiss Jena   | 1:2      | 1. FC Lokomotive Leipzig |
| Sa 12.04., 13:00 Uhr | Hallescher FC Chemie | 3:1      | BSG Chemie Leipzig       |

## Halbfinale
| Datum                |                          | Ergebnis |                          |
| -------------------- | ------------------------ | -------- | ------------------------ |
| So 01.06., 13:00 Uhr | SG Dynamo Dresden        | 5:0      | FC Vorwärts Frankfurt/O. |
| So 01.06., 13:00 Uhr | 1. FC Lokomotive Leipzig | 3:0      | Hallescher FC Chemie     |

## Finale
| Paarung                  | SG Dynamo Dresden – 1. FC Lokomotive Leipzig |
| Ergebnis                 | 4:2 (3:0) |
| Datum                    | Samstag, 7. Juni 1986 um 14.30 Uhr |
| Stadion                  | Albert-Kuntz-Kampfbahn, Wurzen |
| Zuschauer                | 1000 |
| Schiedsrichter           | Hans-Jürgen Bußhardt (Karl-Marx-Stadt) |
| Tore                     | 1:0 Jähnig (4.) 2:0 Deuse (7.) 3:0 Sammer (16.) 3:1 Liebers (56.) 4:1 Jähnig (72.) 4:2 Röhrborn (73.) |
| SG Dynamo Dresden        | René Groß – Matthias Maucksch – Uwe Riedel, Thomas Ritter (22. Ralf Hauptmann / 50. Jens Fauteck), Sven Riedel – Jörg Prasse, Karsten Neitzel, Thomas Deuse – Uwe Jähnig, Matthias Sammer, Maik Franke Cheftrainer: Eduard Geyer                              |
| 1. FC Lokomotive Leipzig | Mario Zanirato (11. Ingo Saager) – André Barylla – Dirk Majetschak, Torsten Kracht, Frank Lange (70. Dirk Erler) – Robby Bauer, Olaf Görke, Mario Röhrborn – Franco Krolbert (60. Uwe Rösler), Heiko Liebers, Matthias Zimmerling Cheftrainer: Thomas Matheja |